# West Virginia University
West Virginia University (WVU) är ett universitet i Morgantown, West Virginia, USA. Det har tre satellitcampusområden: West Virginia University Institute of Technology i Montgomery och Potomac State College of West Virginia University i Keyser och ett andra kliniskt campus för universitetets medicinska och tandläkare på Charleston-området Medical Center i Charleston. Sedan 2001 har WVU styrts av West Virginia University styrelse.

## Alumner
Författare
- Stephen Coonts
- Jayne Anne Phillips

Idrottare
- Niccolò Campriani

Journalister
- George Esper

Matematiker
- Katherine Johnson

Politiker/offentlig förvaltning
- Jonathan P. Dolliver
- John D. Hoblitzell
- Tim Mahoney
- Joe Manchin
- Cecil H. Underwood

Rymdfarare
- Jon McBride